# Hixkaryana
Het Hixkaryana is een Caribische taal die wordt gesproken door een paar honderd Indianen aan de Nhamundá, een zijrivier van de Amazone in Brazilië. Opmerkelijk aan deze taal is dat het een van de zeer weinige natuurlijke talen is met de OVS-volgorde als standaardwoordvolgorde, zoals ontdekt door Derbyshire. De taal is wellicht ook als eerste hierom beschreven.

## Fonologie

#### Medeklinkers
Het Hixkaryana kent de volgende medeklinkers als fonemen:
|             | Labiaal | Labiaal | Alveolaar | Alveolaar | Postalveolaar or Palataal | Postalveolaar or Palataal | Velaar | Glottaal |
| ----------- | ------- | ------- | --------- | --------- | ------------------------- | ------------------------- | ------ | -------- |
| Nasaal      | [m]     | [m]     | [n]       | [n]       | [ɲ]                       | [ɲ]                       |        |          |
| Plosief     | [p]     | [b]     | [t]       | [d]       | [tʃ]                      | [ɟ]                       | [k]    |          |
| Fricatief   | [ɸ]     | [ɸ]     | [s]       | [s]       | [ʃ]                       | [ʃ]                       |        | [h]      |
| Flap        |         |         | [ɾ]       | [ɾ]       | [ɽˡ]                      | [ɽˡ]                      |        |          |
| Approximant |         |         |           |           | [j]                       | [j]                       | [w]    |          |

- /ɽˡ/? is een retroflexe tap met een laterale luchtstroom.
- De volgende orthografie wordt gebruikt: /ʧ ɟ/? = <tx dy>; /ɸ ʃ/? = <f x>; /ɲ/? = <ny>; /ɽˡ/? = <ry>; /j/? = <y>.

#### Klinkers
De volgende klinkers worden gebruikt: /e/, /ɯ/, /u/, /ɔ/, en /æ/, geschreven als <e>, <ɨ>, <u>, <o> en <a>.

## Grammatica
Aan de werkwoordsvorm worden prefixen met de functie van persoonlijk voornaamwoord toegevoegd met de hiërarchie 2e > 1e > 3e. Als het object van een transitief werkwoord belangrijker is dan het onderwerp wordt het O-prefix gebruikt, anders het A-prefix:
| A-prefixen | A-prefixen | O-prefixen | O-prefixen  |
| 1A         | /ɨ-        | 1O         | r(o)        |
| 2A         | m(ɨ)-      | 2O         | o(j)-/a(j)- |
| 1+2A       | t(ɨ)-      | 1+2O       | k(ɨ)-       |
| 3A         | n(ɨ)-/j-   |            |             |

Bij intransitieve werkwoorden werkt het grotendeels hetzelfde. Het aspect getal wordt weergegeven door middel van porte-manteaumorfemen.
Meestal blijkt uit de voorvoegsels duidelijk wat het onderwerp van de zin is en wat het object, tenzij zowel het onderwerp als het object in de 3e persoon staan. De OVS-volgorde is dan cruciaal, zoals blijkt uit de zin toto yonoye kamara, die "de jaguar at de man op" betekent en niet: "de man at de jaguar op":
| Hixkaryana | toto                      | yonoye | yonoye | yonoye          | kamara |
|            | toto                      | y-     | ono    | -ye             | kamara |
| Nederlands | persoon                   | 3SG-   | eten   | - VERLEDEN TIJD | jaguar |
|            | "De jaguar at de man op." |        |        |                 |        |

Maar indirect objecten komen pas na het onderwerp:
| Hixkaryana | bɨryekomo                                 | yotahahono | yotahahono | yotahahono | yotahahono  | wosɨ  | tɨnyo    | wya  |
|            | bɨryekomo                                 | y-         | otaha      | -ho        | -no         | wosɨ  | tɨnyo    | wya  |
| Nederlands | jongen                                    | 3ENKELV.-  | slaan      | -OORZ.     | -VERL. TIJD | vrouw | haar-man | door |
|            | "De vrouw liet haar man de jongen slaan." |            |            |            |             |       |          |      |

Daarnaast geldt in beknopte bijzinnen de SOV-volgorde.